# Geissweidbächli
Das Geissweidbächli ist ein 110 Meter langer linker Zufluss des Lunnerenbachs in den Gemeinden Oberwil-Lieli und Birmensdorf in den Schweizer Kantonen Aargau und Zürich.
Bis 1954 floss der Bach ganz auf Zürcher Gebiet. Seit Grenzanpassungen bildet er fast auf seinem ganzen Bachlauf die Kantonsgrenze.

## Verlauf

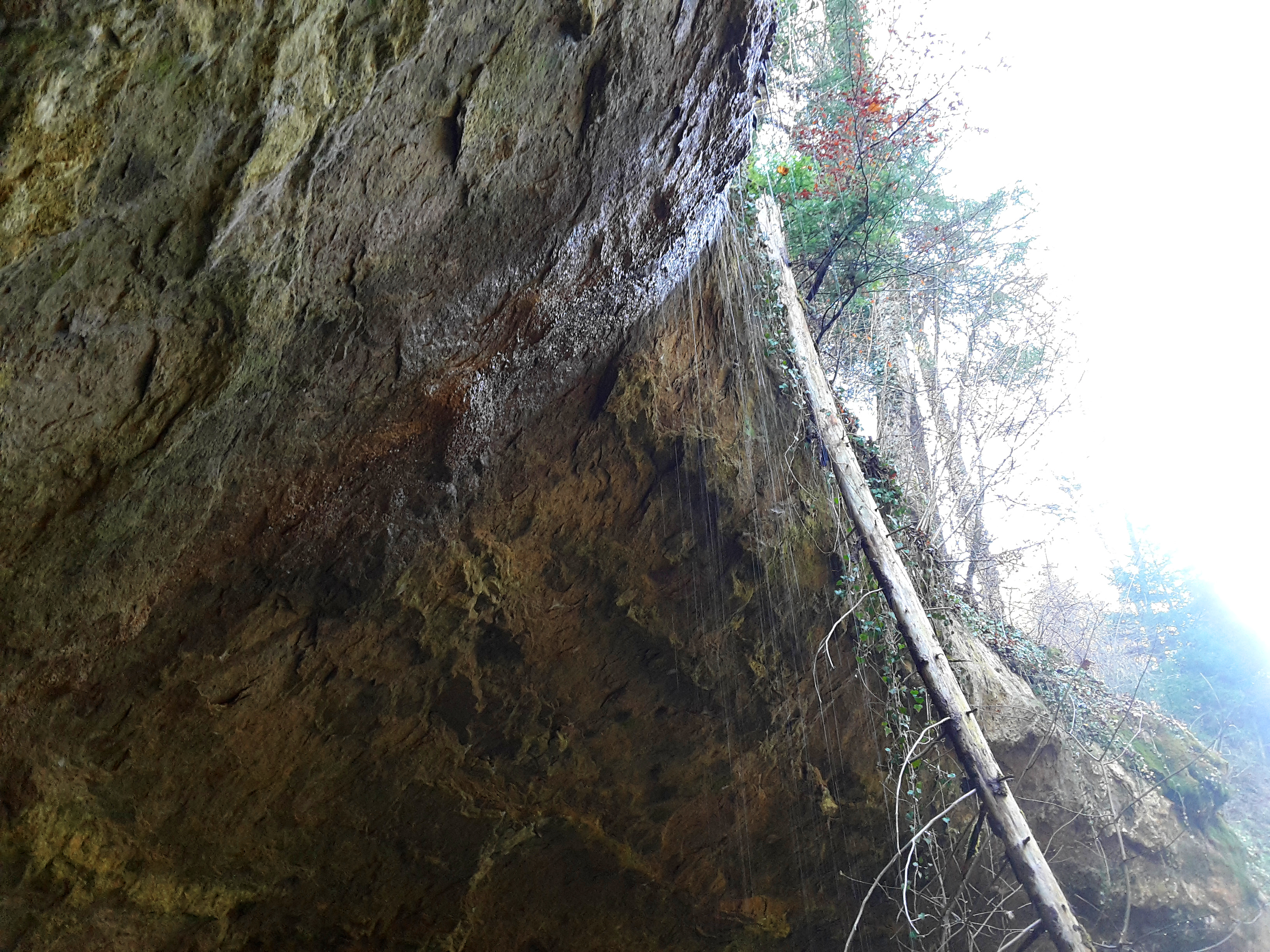
Das Geissweidbächli stürzt ins Gruenhaldentobel

Das Geissweidbächli entspringt auf 581 m ü. M. einem Feuchtgebiet, das sich über die Kantonsgrenze erstreckt. Der Bach verläuft für rund 20 Meter auf Zürcher Boden in südöstlicher Richtung. Er erreicht die Kantonsgrenze, die er von hier an bis zu seiner Mündung bildet. 
Kurz vor der Mündung stürzt der Bach in einem etwa 14 Meter hohen Wasserfall ins Gruenhaldentobel und mündet gleich danach auf 547 m ü. M. in den Oberlauf des Lunnerenbach.

## Geologie
Der Bach hat sich zum Teil tief in das Sedimentgestein aus Mergel und Mergelsandstein der oberen Süsswassermolasse gefressen, die in der Zeit zwischen Langhium und Serravallium entstanden ist.

## Flora
Im Quellgebiet findet sich Zweiblatt-Eschenmischwald, der hier auf staunassen Böden wächst. Der Bachlauf ist dann geprägt von Waldmeister-Buchenwald mit Lungenkraut, Schlaffer Segge und teilweise Wald-Ziest. An der Mündung findet man wiederum typischen Ahorn-Eschenwald.